# Dalibor Paus
Dalibor Paus (ur. 18 marca 1973 w Puli) – chorwacki polityk, nauczyciel i samorządowiec, poseł do Zgromadzenia Chorwackiego, od 2021 przewodniczący Istryjskiego Zgromadzenia Demokratycznego (IDS).

## Życiorys
Absolwent matematyki na Uniwersytecie w Zagrzebiu. Pracował jako nauczyciel, w latach 2008–2016 był dyrektorem szkoły technicznej w Puli. Następnie do 2017 kierował instytucją badawczą METRIS. Działacz Istryjskiego Zgromadzenia Demokratycznego. W 2013 uzyskał mandat radnego miejskiego. W 2017 objął urząd burmistrza gminy Barban. We wrześniu 2021 został nowym przewodniczącym swojej partii. W 2024 wybrano go na posła do chorwackiego parlamentu.